# Analytarcha colleta
Analytarcha colleta är en fjärilsart som beskrevs av Edward Meyrick 1893. Analytarcha colleta ingår i släktet Analytarcha och familjen äkta malar. Inga underarter finns listade i Catalogue of Life.